# Takashi Harada
Takashi Harada (japanisch 原田 節; * im 20. Jahrhundert) ist ein japanischer Ondist und Komponist.

## Leben
Harada spielt seit dem dritten Lebensjahr Geige und ab den siebenten Lebensjahr auch Klavier. Er studierte Ökonomie an der Keiō-Universität und ging dann nach Frankreich, wo er sein Studium an der Universität von Paris fortsetzte. Am Pariser Konservatorium setzte er bis 1982 seine Klavierausbildung bei Keiko Toyama fort und studierte Ondes Martenot bei Jeanne Loriod.
Er spielte die Uraufführung von mehr als 200 ihm gewidmeten Kompositionen für Ondes Martenot, darunter drei Konzerte und ein Oratorium, und trat dabei mit namhaften Orchester wie dem Boston Philharmonic Orchestra, dem London Philharmonic Orchestra, dem Concertgebouw-Orchester, der Filarmonica della Scala, der San Francisco Symphony und dem Sydney Symphony Orchestra und unter der Leitung von Dirigenten wie Simon Rattle, Riccardo Chailly, Esa-Pekka Salonen, Eliahu Inbal, Marek Janowski, Hiroyuki Iwaki, Hiroshi Wakasugi, Seiji Ozawa und Charles Dutoit auf.
2004 wirkte er an der Aufführung von Olivier Messiaens Oper Saint François d’Assise (Oper) an der Opéra Bastille mit. Zum 100. Geburtstag Messiaens spielte er 2008 erstmals mit dem Deutschen Symphonie-Orchester Berlin dessen Turangalîla-Sinfonie, die er seither mehr als dreihunderfünfzigmal mit namhaften Orchestern in zwanzig Ländern zur Aufführung brachte. Daneben tritt er auch mit Jazz-, Rock- und Improvisationsmusikern auf und wirkt an Soundtracks zu Filmen mit. Zu seinen Kompositionen zählen Twilight,the Floating Light für Ondes Martenot und Orchester und Olive Rain für Ondes Martenot und Streichorchester.